# Rahel Senn

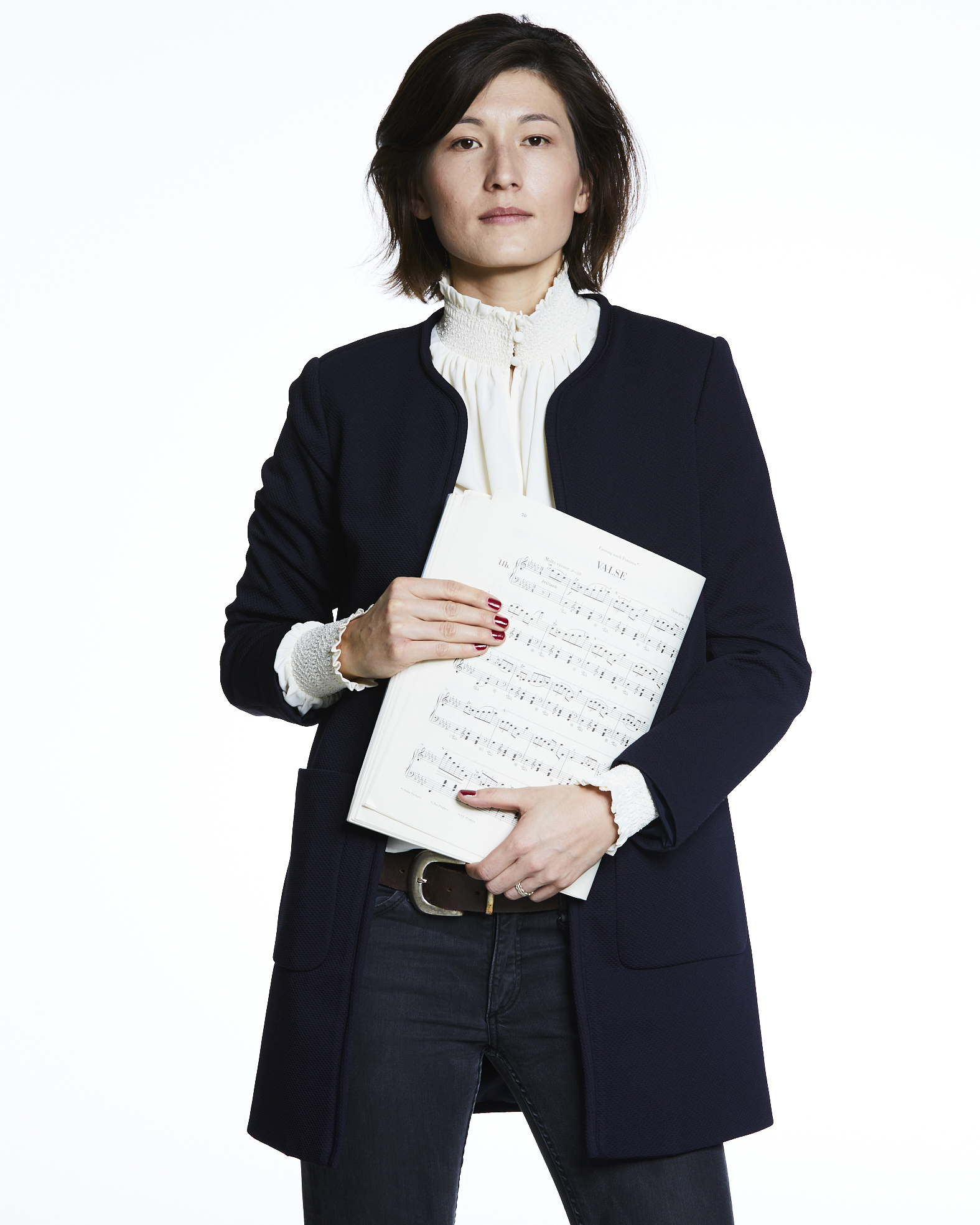
凯佳 Rahel Senn

Rahel Senn (* 14. September 1986 als Rahel Johanna 凯佳 Kai Zhiah Senn in Zürich) ist eine schweizerisch-singapurische Pianistin, Komponistin, Musicalautorin und Schriftstellerin.

## Werdegang

### Ausbildung
Rahel Senn wuchs als Tochter eines Schweizers und einer Singapurerin in der Schweiz auf und erlangte ihre Maturität im Jahre 2005 an der Kantonsschule Stadelhofen mit Hauptfach Latein. Als sogenanntes Wunderkind gefeiert, schrieb sie mit 17 Jahren ihr erstes Musical. Das Werk mit dem Titel Totaler Wahnsinn! erlangte in der Schweiz Beachtung und wurde mit dem Zürcher Mittelschulpreis ausgezeichnet. 2006 begann die, nach eigenen Angaben siebensprachige Eurasierin ein Studium der Jurisprudenz an der Universität Luzern, welches sie zugunsten eines Musikstudiums beim russischen Konzertpianisten Konstantin Lifschitz an der Musikhochschule Luzern aufgab. Sie schloss mit einem Masterdiplom ab und war an verschiedenen Schweizer Kantonsschulen als Klavierpädagogin tätig.

### Pianistin und Komponistin
Als Pianistin ist Senn in Metropolen der Welt aufgetreten. Dabei arbeitete sie mit der NDR-Radiophilharmonie, Orquesta de La Universidad Mayor de Santiago de Chile zusammen. 2012 wurde sie als einzige Schweizerin zum Young Steinway Artist ernannt. Vom Magazin Forbes Asia wurde sie in der 2016-Ausgabe als "Power Woman "aufgelistet. Ihre Repertoire umfasst nebst klassischen Klavierwerken – darunter Klavierkonzerte – vorwiegend Eigenkompositionen im neoklassischen Stil. 2022 gründete sie ihr eigenes Klavierensemble. Die Uraufführung ihrer ersten Komposition für diese Formation – NEW BEGINNINGS – fand am 18. November 2022 in der Kirche St. Peter in Zürich statt. Mitglieder des Ensembles sind Maruja Laukas (vl), Yi Lu (vla), Gleb Sidaruk (vcl), Klara Rundel (vcl), Felix Kübler (cb), Barnabas Jan (sound).

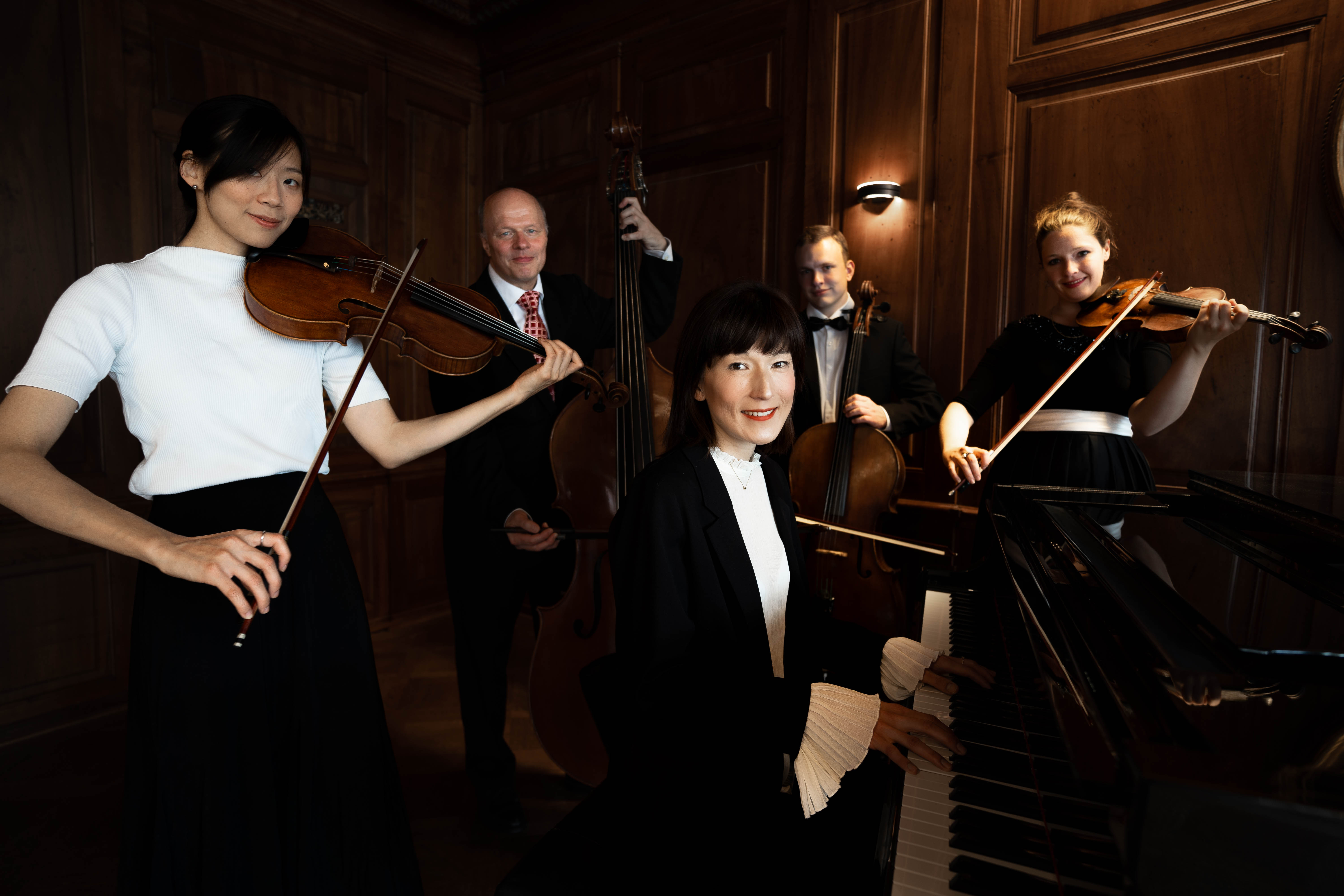

### CD-Einspielungen
Seit 2018 steht Rahel Senn beim Label Sony Classical unter Vertrag. Am 8. August 2019 wurde ihre erste Single, Ballade Pour Léon veröffentlicht. Am 20. September 2019 erschien ihre erste CD mit Eigenkompositionen, Lightness. Dafür kollaborierte sie mit den Berliner Hitproduzenten JMC (Alice Merton, The Baseballs), den Hitnapperz (Die Fantastischen Vier), Ketan Bhatti und den Flying Steps. Für ihre CD Epic (erschienen am 14. Februar 2020 bei Sony Classical und Norddeutscher Rundfunk) mit neoklassischen Hits wie I Giorni von Ludovico Einaudi und Interstellar von Hans Zimmer spannte die Musikerin mit Cameron Carpenter, Esther Abrami und der NDR-Radiophilharmonie zusammen.

### Pädagogin
Zwischen 2011 und 2012 war Rahel Senn an die  Raffles Institution Singapore berufen worden, um dort an der Expansion des Musik- und Instrumentaldepartements mitzuwirken. Im Auftrag der Schule komponierte und inszenierte sie das hauseigene Musical «Save The Gryphon». Senn leitete Meisterklassen an diversen Universitäten (Universidad de Talca, Universidad Mayor de Santiago De Chile, Universidad De Magellanes, Lima).

### Autorin
Als Schriftstellerin wird sie seit ihrem 18. Lebensjahr vom Schweizer Autor Charles Lewinsky begleitet. Sie erhielt Zuwendungen von der Fritz Gerber-Stiftung für begabte junge Menschen und von der Stiftung Lyra für hochbegabte junge Musiker. Rahel Senn veröffentlichte mehrere CDs mit Eigenkompositionen und einen Roman über Eduard Einstein, den Sohn von Albert Einstein. Ihr zweiter Roman – mit einem Vorwort von Ruth Metzler – handelt von der Frauenrechtlerin Iris von Roten und vom Kampf der Schweizerfrauen ums Stimm- und Wahlrecht.
Als Kolumnistin war sie für den Schweizer Monat und für DIE WELTWOCHE tätig.

## Werke/Publikationen

### Orchesterwerke/Musicals
- 2005: Totaler Wahnsinn! – Musical (Buch & Musik; Uraufführung als Maturaarbeit an der Kantonsschule Stadelhofen in Zürich)
- 2009: Sanskaja – Musical (Buch & Musik; Uraufführung im Volkshaus Zürich mit Sandra Wild in der Hauptrolle)
- 2012: Save The Gryphon – Musical (Buch & Musik; Uraufführung an der Raffles Institution, Singapur)

### Klavierwerke/CDs
- 2012: Retour à l’Art Brut für Solo-Klavier
- 2014: Temps für Solo-Klavier
- 2015: Opus Z für Klavier, Streichquartett und elektronische Instrumente
- 2017: Patagonia für Klavier und Band
- 2019: Lightness (Sony Classical)
- 2020: Epic Orchestra (Sony Classical, NDR Radiophilharmonie-Orchester)
- 2021: Best Of Einaudi für Solo-Klavier
- 2022: New Beginnings für Klavier und Streichensemble

### Literarische Werke
- 2011: Journalistische Beiträge für St. Galler Tagblatt
- 2011/2012: Kolumnen für den Schweizer Monat
- 2015: Der kleine Tete. Roman. Elster Verlag, Zürich 2015, ISBN 978-3-906065-36-6.
- 2021: Ozelot. Roman. Zytglogge Verlag, Basel 2021, ISBN 978-3-7296-5065-7.
- 2023–2025: Kolumnen und Beiträge für Die Weltwoche.

## Auszeichnungen
- 2005: Zürcher Mittelschulpreis[1]
- 2005: Stipendium der Stiftung Lyra für hochbegabte junge Musiker
- 2009: Stipendium der Ernst Göhner-Stiftung für begabte junge Menschen
- 2012: Young Steinway Artist, Steinway & Sons[7]
- 2022: Kulturpreis des Rotary Club Meilen